# هوغو ستيفنسون
هوغو ستيفنسون (بالإنجليزية: Hugo Stephenson)‏ هو رائد أعمال وطبيب أسترالي، ولد في 22 مارس 1974.